# The Masquerade Ball
The Masquerade Ball (en español: El baile de las máscaras) es el octavo álbum de estudio lanzado por el guitarrista alemán de heavy metal Axel Rudi Pell. Es el segundo disco con la formación actual, aunque este es el primer álbum en donde aparece el baterista Mike Terrana sustituyendo a Jörg Michael quién dejó la banda por asuntos de trabajo. El álbum fue lanzado en 2000 por el sello discográfico SPV.

## Lista de canciones
Todas las canciones están escritas por Axel Rudi Pell, excepto en las que se especifique lo contrario.
1. «The Arrival (Intro)» - 1:31
2. «Earls of Black» - 6:05
3. «Voodoo Nights» - 5:32
4. «Night and Rain» - 8:06
5. «The Masquerade Ball» - 10:42
6. «Tear Down the Walls» - 5:40
7. «The Line» - 7:41
8. «Hot Wheels» - 4:56
9. «The Temple of the Holy» - 7:43
10. «July Morning» (Byron / Hensley) - 9:58

## Miembros
- Axel Rudi Pell (guitarra eléctrica)
- Johnny Gioeli (vocalista)
- Ferdy Doernberg (tecladista)
- Volker Krawczak (bajista)
- Mike Terrana (baterista)